# Isparta (district)
Isparta is een Turks district in de provincie Isparta en telt 206.186 inwoners (2007). Het district heeft een oppervlakte van 682,4 km². Hoofdplaats is Isparta.
De bevolkingsontwikkeling van het district is weergegeven in onderstaande tabel.
| 1997    | 2000    | 2007    |
| ------- | ------- | ------- |
| 150.967 | 170.713 | 206.186 |